# Peter Lang
Peter Lang（ピーターラング）は、人文科学と社会科学を専門とする学術出版社。本社はスイスのピーターレンとベルンにあり、ブリュッセル、フランクフルト・アム・マイン、ニューヨーク、ダブリン、オックスフォード、ウィーン、ワルシャワに事務所がある。

## 学術雑誌
Peter Langは、23の学術雑誌を発行している。